# Lijst van Nederlandse deelnemers aan de Paralympische Zomerspelen 2012
Deze lijst van Nederlandse deelnemers aan de Paralympische Zomerspelen 2012 in Londen geeft een overzicht van de sporters die zich hebben gekwalificeerd voor de Spelen.
| Paralympiër              | Sport        | Onderdeel | Ervaring   |
| ------------------------ | ------------ | --- | ---------- |
| Jelmar Bos               | Atletiek     | 100 m Klasse T37 | Debutant   |
| Stefan Rusch             | Atletiek     | 100 m Klasse T34 200 m Klasse T34 | Debutant   |
| Henk Schuiling           | Atletiek     | 100 m Klasse T34 200 m Klasse T34 | Debutant   |
| Kenny van Weeghel        | Atletiek     | 100 m Klasse T54 400 m Klasse T54 | 4de Spelen |
| Ronald Hertog            | Atletiek     | verspringen Klasse T44**** speerwerpen Klasse T44                                                                                    | 2de Spelen |
| Marlou van Rhijn         | Atletiek     | 100 m Klasse T43 200 m Klasse T43 | Debutant   |
| Amy Siemons              | Atletiek     | 100 m Klasse T34 200 m Klasse T34 | Debutant   |
| Desiree Vranken          | Atletiek     | 100 m Klasse T34 200 m Klasse T34 | Debutant   |
| Marije Smits             | Atletiek     | 100 meter Klasse T42 verspringen Klasse T42                                                                                          | 3de Spelen |
| Iris Pruijsen            | Atletiek     | verspringen Klasse T44 | Debutant   |
| Suzan Verduijn           | Atletiek     | verspringen Klasse T44 | Debutant   |
| Inge Huitzing            | Basketbal    | Dames | 2de Spelen |
| Lucie Houwen             | Basketbal    | Dames | Debutant   |
| Jitske Visser            | Basketbal    | Dames | 2de Spelen |
| Roos Oosterbaan          | Basketbal    | Dames | 3de Spelen |
| Sanne Timmerman          | Basketbal    | Dames | Debutant   |
| Petra Garnier            | Basketbal    | Dames | 4de Spelen |
| Miranda Wevers           | Basketbal    | Dames | 3de Spelen |
| Chèr Korver              | Basketbal    | Dames | 4de Spelen |
| Saskia Pronk             | Basketbal    | Dames | Debutant   |
| Barbara van Bergen       | Basketbal    | Dames | 2de Spelen |
| Carina de Rooij          | Basketbal    | Dames | 3de Spelen |
| Mariska Beijer           | Basketbal    | Dames | Debutant   |
| Johan Wildeboer          | Boogschieten | Recurve klasse W2 | Debutant   |
| Bart Adelaars            | CP-voetbal   | Heren | 3de Spelen |
| Daan Dikken              | CP-voetbal   | Heren | Debutant   |
| Dennis Straatman         | CP-voetbal   | Heren | 2de Spelen |
| George van Altena        | CP-voetbal   | Heren | Debutant   |
| Iljas Visker             | CP-voetbal   | Heren | Debutant   |
| Jeroen Voogd             | CP-voetbal   | Heren | 3de Spelen |
| Joey Mense               | CP-voetbal   | Heren | 2de Spelen |
| John Swinkels            | CP-voetbal   | Heren | 2de Spelen |
| Lars Conijn              | CP-voetbal   | Heren | Debutant   |
| Peter Kooij              | CP-voetbal   | Heren | Debutant   |
| Stephan Lokhoff          | CP-voetbal   | Heren | 4de Spelen |
| Petra van de Sande       | Paardensport | Dressuur Graad II | 2de Spelen |
| Frank Hosmar             | Paardensport | Dressuur Graad IV | Debutant   |
| Sanne Voets              | Paardensport | Dressuur Graad II | Debutant   |
| Gert Bolmer              | Paardensport | Dressuur Graad I | 3de Spelen |
| Robin Ammerlaan          | Tennis       | Individueel | 4de Spelen |
| Tom Egberink             | Tennis       | Individueel | Debutant   |
| Maikel Scheffers         | Tennis       | Individueel | 2de Spelen |
| Ronald Vink              | Tennis       | Individueel | 2de Spelen |
| Marjolein Buis           | Tennis       | Individueel | Debutant   |
| Jiske Griffioen          | Tennis       | Individueel | 4de Spelen |
| Aniek van Koot           | Tennis       | Individueel | Debutant   |
| Esther Vergeer           | Tennis       | Individueel | 4de Spelen |
| Tonnie Heijnen           | Tafeltennis  | Enkelspel Teamwedstrijd Klasse 9 | 3de Spelen |
| Gerben Last              | Tafeltennis  | Enkelspel Teamwedstrijd Klasse 9 | 3de Spelen |
| Wendy Schrijver          | Tafeltennis  | Enkelspel Teamwedstrijd Klasse 7 | Debutant   |
| Kelly van Zon            | Tafeltennis  | Enkelspel Teamwedstrijd Klasse 7 | 2de Spelen |
| Anne Raben               | Volleybal    | Dames | Debutant   |
| Djoke van Marum          | Volleybal    | Dames | 3de Spelen |
| Elvira Stinissen         | Volleybal    | Dames | 2de Spelen |
| Josien ten Thije         | Volleybal    | Dames | 3de Spelen |
| Karin Harmsen            | Volleybal    | Dames | 3de Spelen |
| Karin van der Haar-Kramp | Volleybal    | Dames | 2de Spelen |
| Marieke de Ruijter       | Volleybal    | Dames | Debutant   |
| Paula List               | Volleybal    | Dames | 3de Spelen |
| Rika de Vries            | Volleybal    | Dames | 2de Spelen |
| Sanne Bakker             | Volleybal    | Dames | 2de Spelen |
| Rinne Oost               | Wielersport  | Baan Weg Klasse B | Debutant   |
| Patrick Bos              | Wielersport  | Baan Weg Klasse B PLT | Debutant   |
| Alyda Norbruis           | Wielersport  | Baan 500m tijdrit klasse C2 Weg Klasse C2                                                                                            | Debutant   |
| Jetze Plat               | Wielersport  | Weg Klasse H4 | Debutant   |
| Joleen Hakker            | Wielersport  | Weg Klasse B | 2de Spelen |
| Samantha van Steenis     | Wielersport  | Weg Klasse B PLT | Debutant   |
| Kathrin Goeken           | Wielersport  | Weg Klasse B | Debutant   |
| Kim van Dijk             | Wielersport  | Weg Klasse B PLT | Debutant   |
| Bastiaan Gruppen         | Wielersport  | Weg Klasse C5 | Debutant   |
| Johan Reekers            | Wielersport  | Weg Klasse H4 | 2de Spelen |
| Laura de Vaan            | Wielersport  | Weg Klasse H4 | 2de Spelen |
| Thierry Schmitter        | Zeilen       | 2.4mR | 3de Spelen |
| Udo Hessels              | Zeilen       | Sonar | 4de Spelen |
| Marcel van de Veen       | Zeilen       | Sonar | 2de Spelen |
| Mischa Rossen            | Zeilen       | Sonar | 3de Spelen |
| Marc Evers               | Zwemmen      | 200m vrije slag Klasse S14 100m schoolslag Klasse SB14 100m rugslag Klasse S14                                                       | Debutant   |
| Maurice Deelen           | Zwemmen      | 50m vrije slag Klasse S8 100m vrije slag Klasse S8 100m schoolslag Klasse SB8 200m wisselslag Klasse S8                              | Debutant   |
| Michael Schoenmaker      | Zwemmen      | 100m vrije slag Klasse S4 50m schoolslag Klasse SB3 200m vrije slag Klasse S4 150 m wisselslag klasse SM4** 50m rugslag klasse S4**  | Debutant   |
| Michel Tielbeke          | Zwemmen      | 100m schoolslag Klasse SB12 | 2de Spelen |
| Mike van der Zanden      | Zwemmen      | 100m vlinderslag Klasse S10 400m vrije slag S10                                                                                      | 3de Spelen |
| Chantal Molenkamp        | Zwemmen      | 50m vrije slag Klasse S10 100m vrije slagk klasse S10**                                                                              | Debutant   |
| Lisa den Braber          | Zwemmen      | 100m schoolslag Klasse SB7 400m vrije slag Klasse S8                                                                                 | Debutant   |
| Lisette Teunissen        | Zwemmen      | 50m rugslag Klasse S4 200m vrije slag Klasse S5 50m vrije slag klasse S5**                                                           | 2de Spelen |
| Magda Toeters            | Zwemmen      | 200m vrije slag Klasse S14 100m schoolslag Klasse SB14                                                                               | Debutant   |
| Marije Oosterhuis        | Zwemmen      | 100m rugslag Klasse S10 400m vrije slag klasse S10** 50m vrije slag klasse S10**                                                     | Debutant   |
| Marlou van der Kulk      | Zwemmen      | 200m vrije slag Klasse S14 100m rugslag Klasse S14 100m Schoolslag Klasse SB14                                                       | Debutant   |
| Mirjam de Koning-Peper   | Zwemmen      | 50m vrije slag Klasse S6 100m vrije slag Klasse S6*** 400m vrije slag Klasse S6 200m wisselslag Klasse SM6*** 100m rugslag Klasse S6 | 2de Spelen |
| Romy Pansters            | Zwemmen      | 400m vrije slag Klasse S8 100m vrije slag klasse S8** 50m vrije slag klasse S8**                                                     | Debutant   |

* per 31-7-2012
** extra toegewezen afstand (geen limiet behaald)
*** niet aan deze afstand deelgenomen wegens lichte blessure
**** niet deelgenomen"